# 巴罗克日本有限公司
巴罗克日本有限公司（BAROQUE JAPAN LIMITED），总部设在东京都目黑区，是一家专门设计、生产和销售女装的企业。2013年8月百麗國際通過全資子公司入股巴罗克日本有限公司31.96%的股份，與百麗成立合資公司，共同拓展中國的業務。CEO村井博之80年代在北京师範大学留学，说得一口流利的北京腔普通话，在香港人脉广阔，包括美食家蔡澜。巴罗克品牌的名人粉丝包括安室奈美惠、水原希子等。
巴罗克日本有限公司於2016年11月1日在東京交易所主板上市。

## 概况
截止2017年7月，日本已经拥有359家店铺，中国大陆197家店铺，香港8家店铺，美国7家店铺。

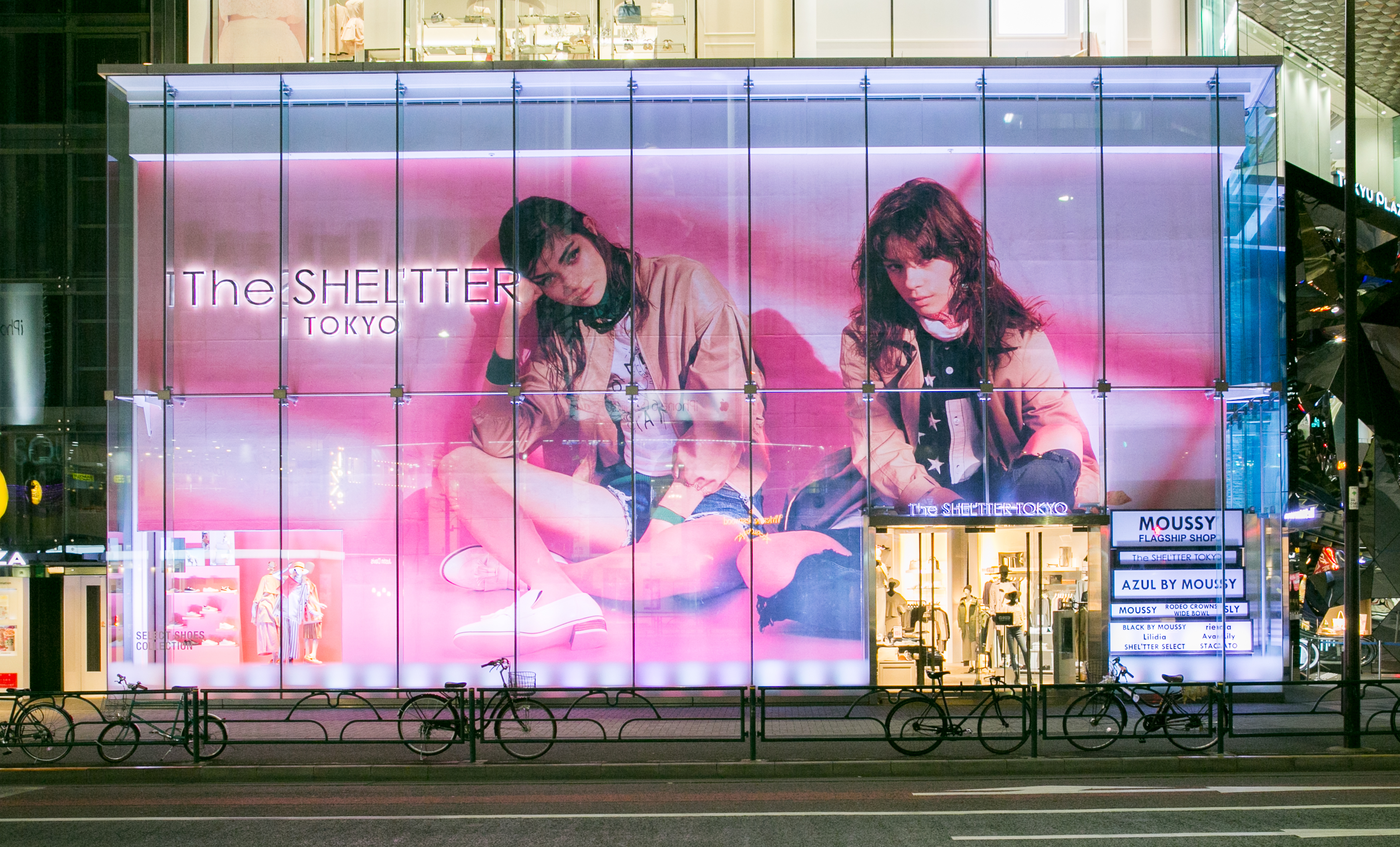
The SHEL'TTER TOKYO 表参道

## 发展
- 2000年4月在涩谷109商场拓展首家「MOUSSY」品牌业务
- 2003年6月拓展首家「SLY」品牌业务
- 2006年2月在涩谷109商场拓展首家「RODEO CROWNS」品牌业务
- 2006年3月在大阪OPA心齐桥商场拓展首家「rienda」品牌业务
- 2010年11月在上海港汇广场开设「MOUSSY」首家中国店舖
- 2012年4月在东急广场表参道原宿开设「The SHEL’TTER TOKYO」全球旗舰店[8]
- 2016年11月在東京交易所主板上市

## 品牌
- MOUSSY
- SLY
- RODEO CROWNS
- rienda
- SHEL'TTER
- RIM.ARK
- AZUL by mousy
- RODEO CROWNS WIDEBOWL
- Avan Lily
- ENFÖLD
- BLACK BY MOUSSY
- AEVES
- House_Commune
- PEGGY LANA